# Verbio
Verbio est une entreprise allemande spécialisée dans les biocarburants. Elle fait partie de l'indice ÖkoDAX.

## Activités
Basée à Zörbig, elle est l'un des plus grands producteurs et distributeurs de biocarburants en Europe. C'est la seule entreprise industrielle qui produise à la fois du biodiesel, du bioéthanol et du biogaz,. Elle distribue le biogaz sous forme de carburant dans plus d'une centaine de stations en Allemagne et rend le digestat aux agriculteurs qui apporte des matières organiques.
Elle produit également de la glycérine utilisée pour fabriquer des biens de consommation et des cosmétiques.

## Historique
L'entreprise est formée en 2006 à partir de plusieurs entreprises du secteur et intègre l'ÖkoDAX en 2007.
En 2018, Verbio acquiert XiMo AG, une entreprise suisse qui développe des catalyseurs pour la transformation des composés organiques. La même année, elle rachète à DuPont son usine de Nevada (Iowa) qui produit du bioéthanol à partir de paille, pour y construire notamment une installation de méthanisation.